# Santa Cruz de la Sierra
Santa Cruz de la Sierra (meist nur: Santa Cruz) ist die Hauptstadt des Departamento Santa Cruz im südöstlichen Bolivien, ca. 550 km östlich von La Paz. Mit rund 1.903.398 Einwohnern (2022) ist die Tieflandmetropole die größte Stadt des Landes.

## Lage
Sie liegt in der Provinz Andrés Ibáñez auf etwa 437 m innerhalb eines fruchtbaren Flachlandes am Rande der Bergkette Cordillera Oriental, das früher von tropischem Regenwald bedeckt war, heute aber größtenteils Kulturland ist. Am westlichen Stadtrand fließt der Río Piraí (auch Piray), östlich der Stadt der Río Grande (oder: Guapay).

## Geschichte

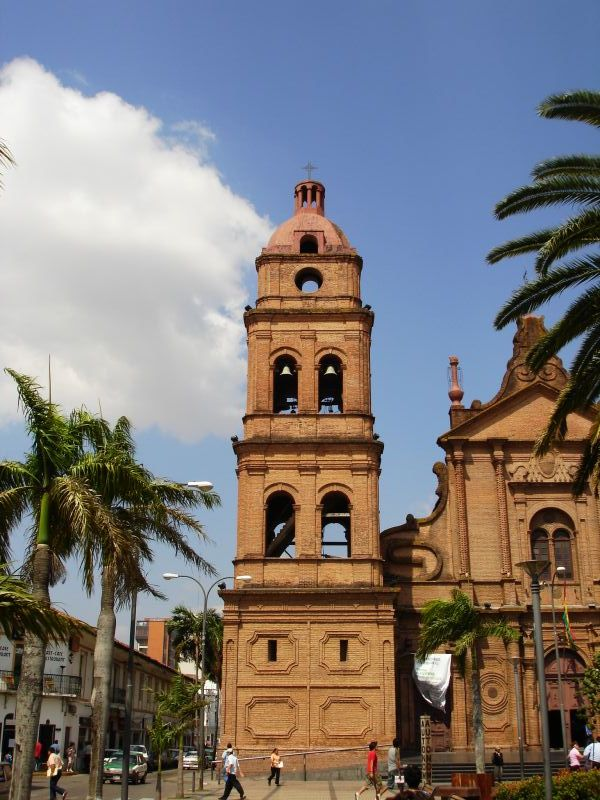
Platz des 24. Septembers

Santa Cruz de la Sierra wurde am 26. Februar 1561 von Ñuflo de Chávez in der Nähe der heutigen Ortschaft San José de Chiquitos (etwa 250 Kilometer östlich des heutigen Santa Cruz) gegründet; Ñuflo de Chávez benannte die Siedlung nach seinem gleichnamigen Heimatdorf in der spanischen Extremadura, zwölf Kilometer südlich von Trujillo. Der spanische Ortsname bedeutet Heiliges Kreuz der Berge.
1592 wurde die Stadt an die heutige Stelle verlegt, da sich die ursprüngliche Lage wegen Konflikten mit Ureinwohnern als ungünstig erwiesen hatte. Südlich von San José de Chiquitos (das erst 1750 als Jesuitenmission entstand) können Reste der ersten Siedlung als archäologische Ausgrabungsstätte Santa Cruz la Vieja („Alt-Santa Cruz“) besichtigt werden.
Santa Cruz war lange eine von Landwirtschaft und Viehzucht geprägte Kleinstadt, deren Zweck die Versorgung des Hochlandes mit landwirtschaftlichen Produkten war. Nach der Unabhängigkeit Boliviens wurde Santa Cruz 1826 Hauptstadt des neu geschaffenen gleichnamigen Departamentos, dennoch blieb es eine relativ abgelegene und schwer zu erreichende Kleinstadt.
Anfang des 20. Jahrhunderts verlor Santa Cruz massiv an Bedeutung, da mit der Eröffnung der Eisenbahnlinien vom Hochland an die Pazifikküste der Import landwirtschaftlicher Produkte aus dem Ausland wesentlich billiger wurde als der aufwendige Transport mit Maultieren aus Santa Cruz.

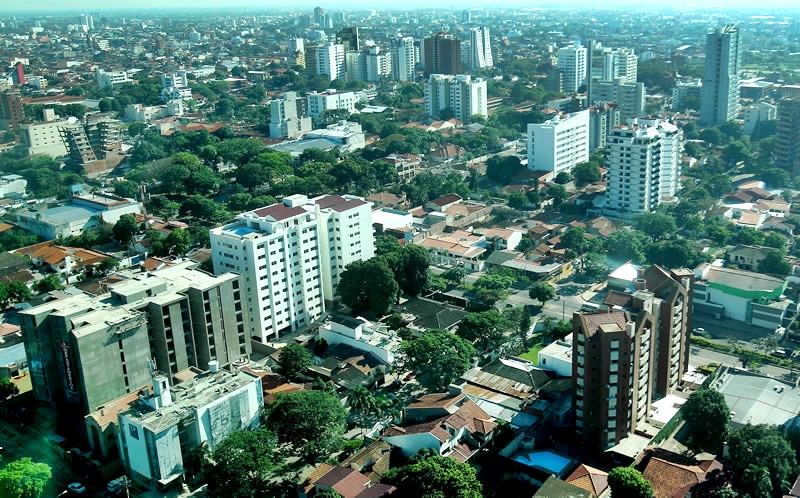
Skyline Santa Cruz.

Der wirtschaftliche Aufschwung und das Wachstum von Santa Cruz zur heutigen Bedeutung begannen, nachdem es in den 1950er Jahren durch Hauptstraßen mit dem Rest des Landes verbunden wurde und die umfangreichen Öl- und Gasvorkommen der Region erschlossen wurden.
Aufgrund der inzwischen erreichten Stellung als wirtschaftliches Zentrum Boliviens gibt es politische Strömungen, die eine stärkere Unabhängigkeit von der Zentralregierung in La Paz und regionale Autonomie fordern.

## Wirtschaft
Ein wichtiger Wirtschaftszweig der Stadt ist die Verarbeitung von landwirtschaftlichen Produkten (tropische Erzeugnisse, wie Kaffee, Zuckerrohr und Tabak), die im Umland angebaut werden. Die Landwirtschaft erlebt seit einigen Jahrzehnten einen Boom in der Zone, so dass die Bevölkerungszahl von Stadt und Umland sehr schnell angestiegen ist. Das Klima ist am Übergang des Amazonasbeckens zum Gran Chaco tropisch gemäßigt mit einer Regenzeit im Sommer. Die Temperaturen schwanken zwischen 20 °C im Winter und bis zu 40 °C im Sommer. Im Winter kann es durch kalte Südwinde (Surazos) mit polarem Ursprung zu plötzlichen Kälteeinbrüchen mit Temperaturen um 10 °C kommen.
Die Region um Santa Cruz verfügt über die zweitgrößten Erdgasvorkommen in Südamerika. Zudem wird seit den 1940er Jahren Erdöl in der Region gefördert. Die Öl- und Gasindustrie hat sich in den letzten Jahrzehnten zu einem wichtigen Wirtschaftszweig in Santa Cruz entwickelt.

## Stadtbild

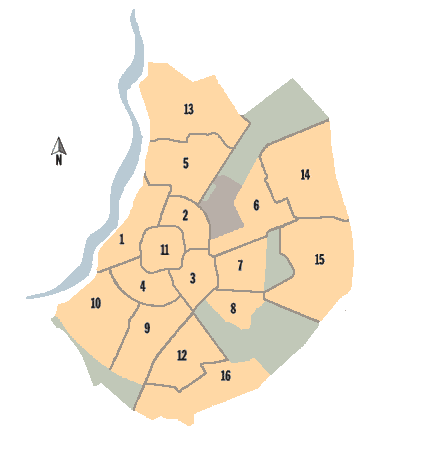
Stadtbezirke (Distritos)

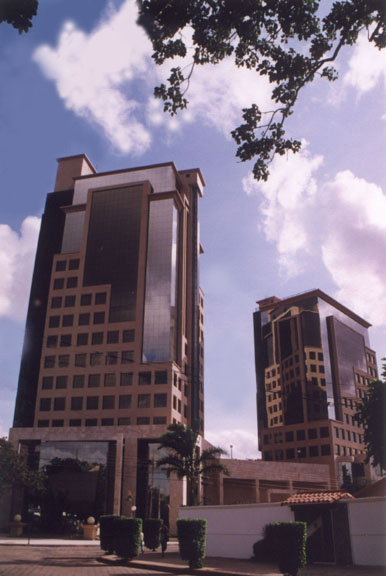
Moderne Bürogebäude Torres CAINCO am Ersten Ring

Santa Cruz gilt als die architektonisch modernste, wirtschaftlich dynamischste und wohlhabendste Stadt Boliviens. Es ist Universitätsstadt und Sitz der deutschen Schule. Die Stadt wird gegliedert durch ein Hauptstraßennetz aus großen Ringstraßen (Anillos), die kreisförmig um das Zentrum laufen und geraden Ausfallstraßen (Radiales), die sternförmig auf den innersten Ersten Ring (Primer Anillo) zulaufen. Die meisten wichtigen Kreuzungen von Einfalls- und Ringstraßen sind als große Kreisverkehre gestaltet, in deren Mitte markante Denkmäler stehen (was die Orientierung erleichtert).
Innerhalb des Ersten Rings liegt das alte Stadtzentrum mit seinem schachbrettartigen Straßennetz, in dessen Zentrum sich der als Flanierpunkt beliebte Platz des 24. September (Plaza 24 de Septiembre) befindet, in dessen Umgebung Santa Cruz noch den kleinstädtischen Charme der spanischen Kolonialzeit bewahrt hat. Ein Großteil der Gebäude wird von Vordächern mit Säulen geziert. An dem zentralen Platz befinden sich neben der Kathedrale von Santa Cruz de la Sierra, der Präfektur und dem Rathaus auch das Kulturzentrum sowie beliebte Restaurants und Kinos. Wenige Straßen nördlich befindet sich der kleine, um einen Teich gelegene Parque El Arenal („Sandgruben-Park“) mit dem „Ethnofolklorischen Museum“ (Gebräuche, Kleidung sowie Musikinstrumente der Ureinwohner), in dessen Umgebung ebenfalls Kinos, Restaurants, Kneipen und Diskotheken liegen.
Erst seit den 1950er-Jahren ist die Stadt über das koloniale Zentrum hinaus gewachsen. Die neue Bebauung außerhalb des ersten Rings ist überwiegend niedrig und wirkt über weite Strecken gleichförmig und gesichtslos mit breiten, geraden Straßen, die für den Autoverkehr konzipiert wurden. Hauptsächlich an den großen Einfall- und Ringstraßen befinden sich Einkaufszentren und Firmen, die mit ihren größeren und höheren, architektonisch teilweise herausragenden Bauten, städtebauliche Akzente setzen. Insgesamt erinnert das Stadtbild von Santa Cruz außerhalb des kolonialen Zentrums sehr an den Charakter nordamerikanischer (Vor-)Städte. Insbesondere im Osten und im Norden der Stadt befinden sich auch ausgedehnte Industriegebiete.
Im Nordwesten befindet sich innerhalb des Dritten Rings der vornehme und wohlhabende Stadtteil Equipetrol der mit seinen Restaurants und Kinos insbesondere bei der Oberschicht als Wohnort und zum Ausgehen beliebt ist. In diesem Viertel liegt auch die deutsche Schule.
Im Westen und Nordwesten des Stadtgebiets fließt der Río Piraí durch die Stadt, dessen Ufer als Naherholungsgebiet beliebt sind.
Außerhalb des Vierten Rings endet die geschlossene städtische Bebauung. An vielen Stellen wächst die Stadt an ihren Rändern – mehr oder weniger geplant – weiter, vor allem durch den (teilweise illegalen) Siedlungsbau von Landflüchtigen. Im Unterschied zu anderen lateinamerikanischen Metropolen gibt es jedoch keine ausgeprägten Slums; die neuen Viertel am Stadtrand werden in der Regel legalisiert und an die städtische Infrastruktur angeschlossen.
Prägend ist der Palacio de Justicia de Santa Cruz de la Sierra.

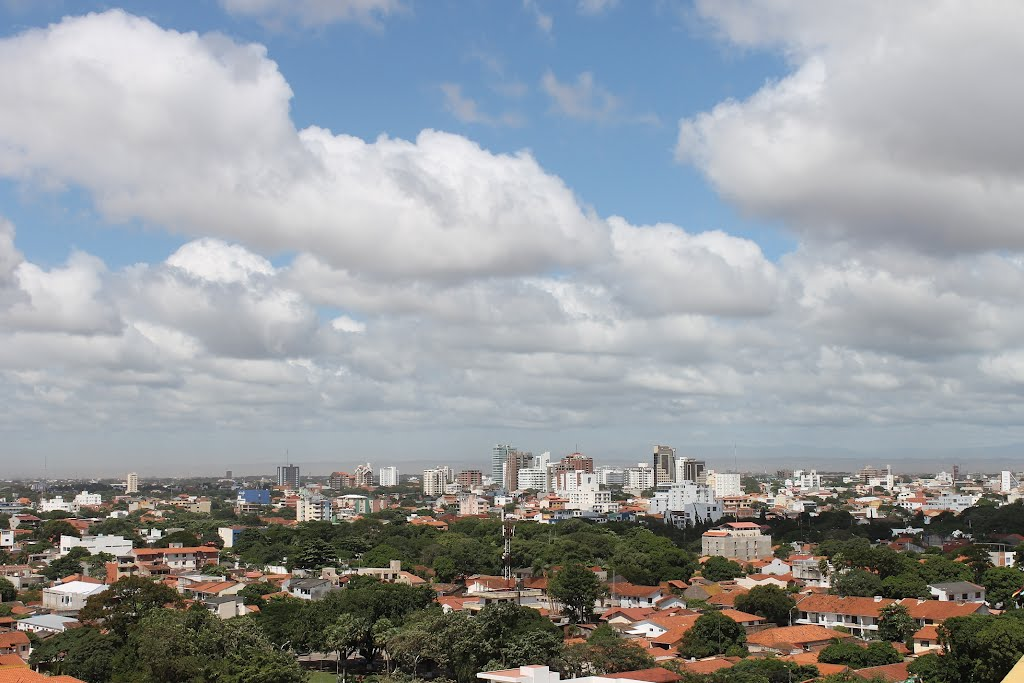
Stadtmitte-Süd
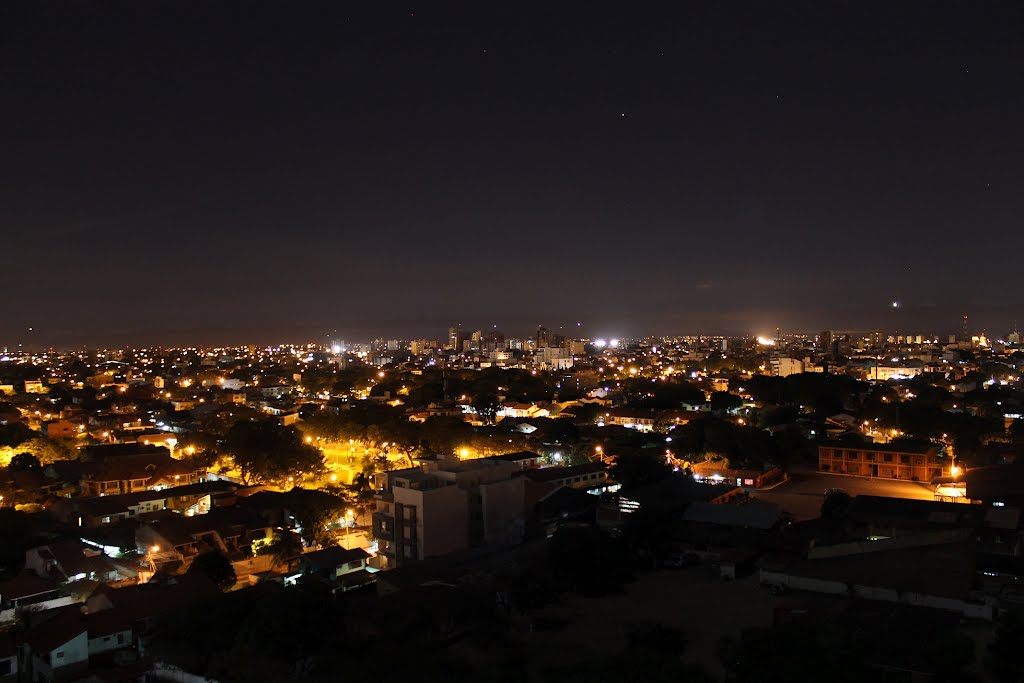
Stadtmitte-Süd bei Nacht
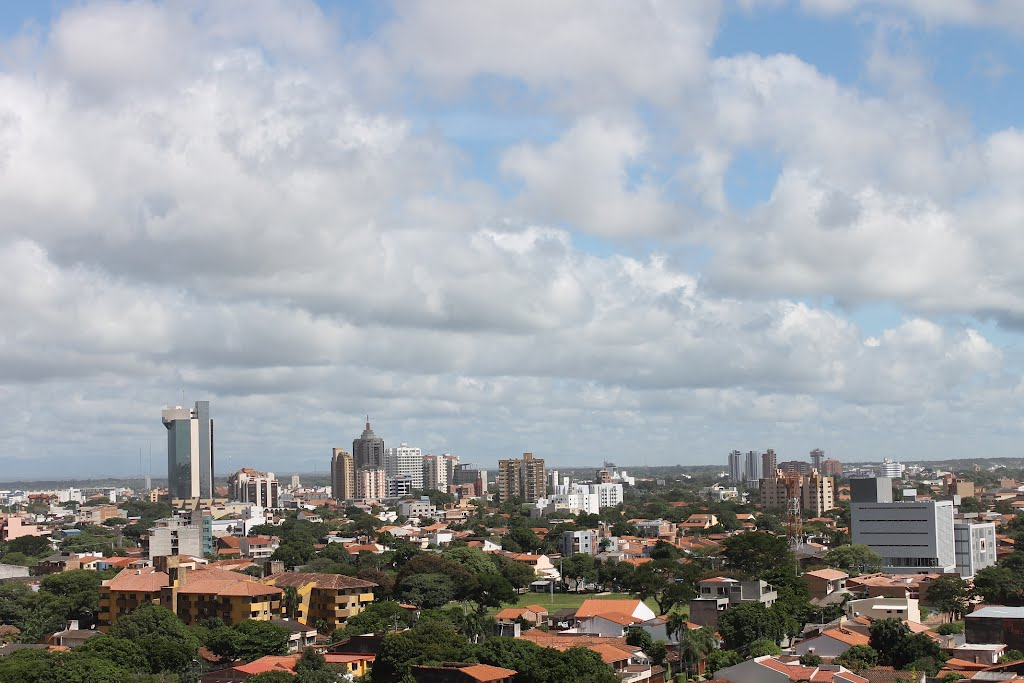
Stadtmitte-Nord
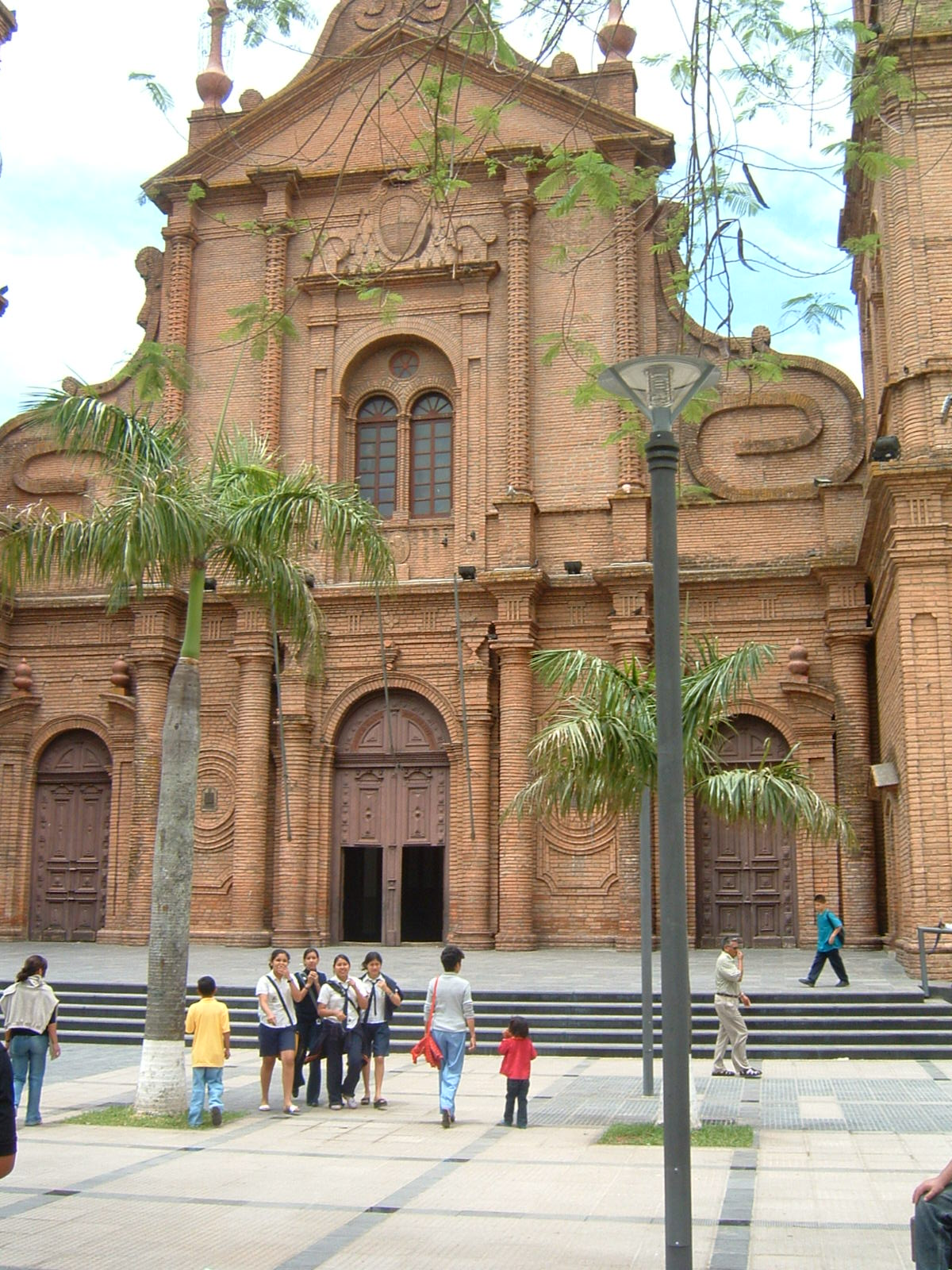
Kathedrale San Lorenzo

## Einwohnerentwicklung
Die Bevölkerungsentwicklung hat die Stadt in nur wenigen Jahrzehnten zur Millionenstadt und zur größten Stadt Boliviens gemacht:
| Jahr | Einwohner | Quelle       |
| ---- | --------- | ------------ |
| 1910 | 14.000    | [ 5 ]        |
| 1976 | 254.682   | Volkszählung |
| 1992 | 697.278   | Volkszählung |
| 2001 | 1.113.582 | Volkszählung |
| 2012 | 1.453.549 | Volkszählung |
| 2022 | 1.903.398 | Projektion   |

## Verkehr
Santa Cruz hat zwei Flughäfen, den südöstlich nah am Zentrum liegenden und völlig umbauten Stadtflughafen El Trompillo und den neueren 18 Kilometer nordöstlich liegenden Viru Viru Internacional. Die Eisenbahnlinien der Ferroviaria Oriental S.A. verbinden Santa Cruz im Osten mit Puerto Quijarro an der Grenze zu Brasilien und im Süden mit Yacuiba an der Grenze zu Argentinien. Santa Cruz ist durch Hauptstraßen nach Cochabamba, Yacuiba und ins nördlich gelegene Departamento Beni mit dem Rest des Landes verbunden. Drehscheibe des Personenverkehrs ist der 2001 eröffnete kombinierte Eisenbahn- und Busbahnhof Terminal Bimodal im Osten der Stadt.

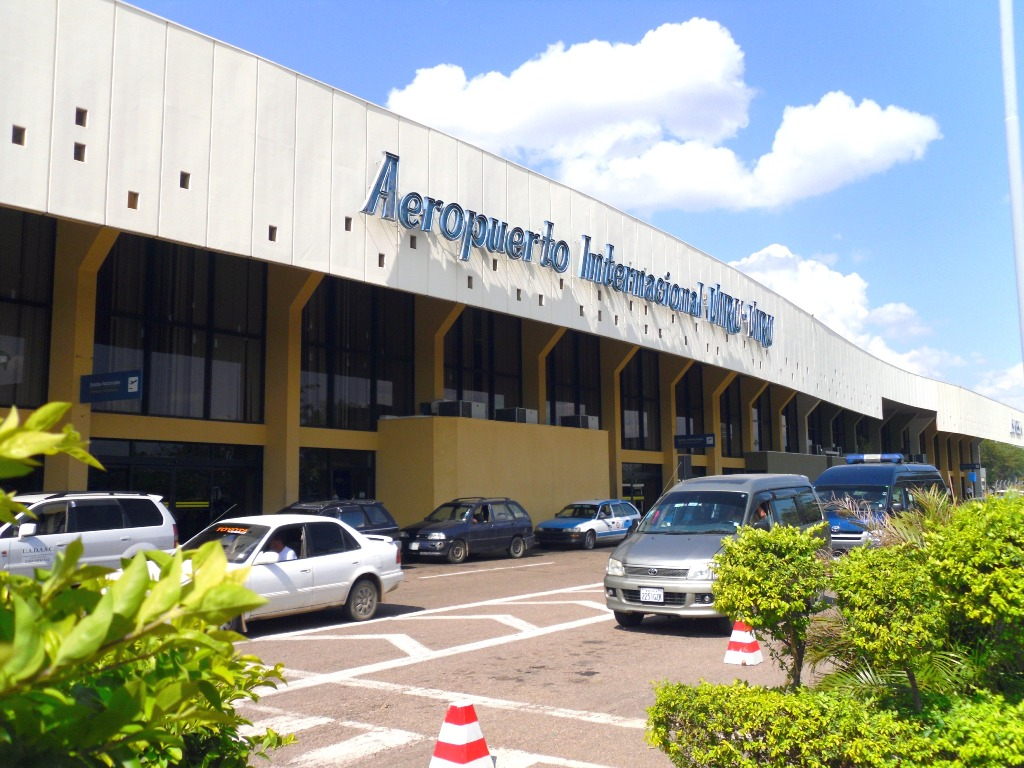
Flughafen Viru Viru

Für den innerstädtischen Verkehr besteht ein dichtes Netz von Kleinbussen (Micros) und Linien-Sammeltaxen (Trufis), die ohne feste Haltestellen auf Zuruf oder Winken halten, was insbesondere in engen Straßen im Stadtzentrum (mit vielen Linien) zu Stockungen führt. Versuche der Stadtverwaltung, den Busverkehr durch die Einrichtung verbindlicher Haltestellen zu ordnen, waren bisher erfolglos. Außerdem kommt es häufig zu Verkehrsbehinderungen durch Händler, die mit ihren Verkaufsständen (verbotenerweise) Gehwege und teilweise sogar Fahrbahnen in Beschlag nehmen, wodurch die Fußgänger auf die Fahrbahnen gedrängt und die Straßen verengt werden. Der Hauptteil des Verkehrsaufkommens besteht aus Bussen und Taxis, der Anteil privater PKW am Straßenverkehr war (für europäische Verhältnisse) sehr gering; seit 2015 ist jedoch ein starkes Wachstum des Anteils privater Fahrzeuge spürbar.
Die verhältnismäßig engen Straßen im kolonialen Zentrum sind überwiegend Einbahnstraßen, der im Herzen der Altstadt gelegene Platz des 24. Septembers und die unmittelbar anliegenden Straßen sind für Busse und Lastwagen gesperrt und teilweise verkehrsberuhigt.

## Städtepartnerschaften
- La Plata, Argentinien (seit 1994)
- Miami-Dade County, Florida, USA
- Paraná, Argentinien
- Rosario, Argentinien

## Söhne und Töchter der Stadt
- Germán Busch Becerra (1904–1939), Soldat und Staatspräsident
- Werner Fischer (* 1931), deutscher Historiker
- José Milton Melgar (* 1959), Fußballspieler und -trainer
- Fernando Bascopé Müller (* 1962), römisch-katholischer Ordensgeistlicher und Weihbischof in San Ignacio de Velasco
- Guido Náyar Parada (* 1962), Politiker
- Víctor Hugo Antelo (* 1964), Fußballspieler
- Álvaro Peña (* 1965), Fußballspieler und -trainer
- José Carlos Fernández (* 1971), Fußballspieler
- Juan Manuel Peña (* 1973), Fußballspieler
- Jaime Moreno (* 1974), Fußballspieler
- Milton Coimbra (* 1975), Fußballspieler
- Lorgio Álvarez (* 1978), Fußballspieler
- Luis Fernando Camacho Vaca (* 1979), Unternehmer, Rechtsextremist und christlicher Fundamentalist
- Ronald Raldes (* 1981), Fußballspieler
- Paola Menacho (* 1982 oder 1983), bolivianisch-kolumbianische Fernsehmoderatorin, Schauspielerin und Model
- Diego Camacho (* 1983), Tennisspieler
- José Alfredo Castillo (* 1983), Fußballspieler
- Sergio Jáuregui (* 1985), Fußballspieler
- Carlos Lampe (* 1987), Fußballspieler
- Marcelo Moreno Martins (* 1987), Fußballspieler
- Ricardo Pedriel Suárez (* 1987), Fußballspieler
- Federico Zeballos (* 1988), Tennisspieler
- María Fernanda Álvarez Terán (* 1989), Tennisspielerin
- Rodrigo Ramallo (* 1990), Fußballspieler
- Ivo Méndez (* 1991), Fußballschiedsrichter
- Noelia Zeballos (* 1994), Tennisspielerin
- Boris Céspedes (* 1995), bolivianisch-Schweizer Fußballspieler
- Laura Luisa Nayar Sosa (* 1995), Politikerin
- Luis Haquín (* 1997), Fußballspieler
- Nicole Morales Claure (* 1998), bolivianisch-spanische Handballspielerin
- Henry Vaca (* 1998), Fußballspieler
- Guadalupe Tórrez (* 2001), Sprinterin
- Juan Carlos Prado Ángelo (* 2005), Tennisspieler

## Klimatabelle
|                       | Jan  | Feb  | Mär  | Apr  | Mai  | Jun  | Jul  | Aug  | Sep  | Okt  | Nov  | Dez  |   |      |
| Mittl. Tagesmax. (°C) | 30,2 | 30,5 | 29,5 | 27,7 | 24,9 | 23,1 | 23,9 | 27,7 | 29,4 | 29,8 | 30,7 | 31,4 | ⌀ | 28,2 |
| Mittl. Tagesmin. (°C) | 21,3 | 21,3 | 20,5 | 18,9 | 16,5 | 15,4 | 14,8 | 16,3 | 18,7 | 19,8 | 20,3 | 20,9 | ⌀ | 18,7 |
|                       |      |      |      |      |      |      |      |      |      |      |      |      |   |      |
| Niederschlag (mm)     | 203  | 134  | 118  | 118  | 84   | 73   | 61   | 37   | 58   | 108  | 143  | 185  | Σ | 1322 |
|                       |      |      |      |      |      |      |      |      |      |      |      |      |   |      |
| Luftfeuchtigkeit (%)  | 79   | 79   | 79   | 78   | 79   | 78   | 73   | 65   | 64   | 67   | 72   | 77   | ⌀ | 74,1 |

| 21,3 |

| 21,3 |

| 20,5 |

| 18,9 |

| 16,5 |

| 15,4 |

| 14,8 |

| 16,3 |

| 18,7 |

| 19,8 |

| 20,3 |

| 20,9 |

| 21,3 |

| 21,3 |

| 20,5 |

| 18,9 |

| 16,5 |

| 15,4 |

| 14,8 |

| 16,3 |

| 18,7 |

| 19,8 |

| 20,3 |

| 20,9 |